# Henry Carey (écrivain)
Pour les articles homonymes, voir Henry Carey.
Henry Carey (vers le 26 août 1687 – 5 octobre 1743), poète et musicien anglais, fils naturel de George Savile, 1er marquis d'Halifax, né à une époque incertaine.
Il fit les paroles et la musique d'un grand nombre de chansons et de ballades qui eurent une grande vogue et qui furent réunies sous le titre de The musical Century, 1740. Il a aussi composé des pièces de théâtre fort gaies ; cependant il se pendit dans un accès de mélancolie. On lui attribue à tort l'air national God save the King.